# Fiscalía Especial para Movimientos Sociales y Políticos del Pasado
La Fiscalía Especial para Movimientos Sociales y Políticos del Pasado (FEMOSPP) fue una fiscalía de México creada en 2002 por iniciativa del entonces presidente Vicente Fox con dos objetivos: saber la verdad sobre crímenes y violaciones a los derechos humanos producto del desarrollo e implementación de políticas represivas sistemáticas por servidores públicos del gobierno de México durante la década de los sesenta, setenta y ochenta durante los gobiernos de Gustavo Díaz Ordaz, Luis Echeverría Álvarez y José López Portillo; derivado de ese proceso se buscó investigar y fincar responsabilidades jurídicas —concretamente penales— a presuntos responsables de dichas conductas delictivas bajo la óptica de la justicia transicional. Su labor quedó reseñada en el documento conocido como Informe Histórico presentado a la sociedad mexicana. Fue extinta en 2007.
De entre los 532 indiciados por estos crímenes el único que desempeñó el cargo presidencial que recibió responsabilidad penal fue Luis Echeverría, siendo exonerado en 2009.